# Dave Brown (giocatore di football americano 1970)
David Michael Brown (Summit, 25 febbraio 1970) è un ex giocatore di football americano statunitense che ha giocato nel ruolo di quarterback nella National Football League (NFL). Al college giocò a football alla Duke University.

## Carriera professionistica
Brown fu scelto dai New York Giants come primo assoluto del Draft supplementare del 1992. Disputò la prima gara come titolare il 12 dicembre 1992, a causa degli infortuni di Phil Simms, Jeff Hostetler e Kent Graham, perdendo 19–0 contro i Phoenix Cardinals. In quella partita subì anche un infortunio e non giocò più per il resto della stagione
Dopo il ritiro di Simms, Brown si conquistò il posto da titolare nel 1994 portando la squadra a un record di 9–7 record, vincendo tutte le ultime sei gare. Nelle due stagioni successive però la squadra vinse complessivamente solo undici partite.
Dopo essersi infortunato al petto contro i Dallas Cowboys, Brown perse il posto da titolare nel 1997 senza più riconquistarlo. A fine stagione Dave firmò con gli Arizona Cardinals dove terminò la carriera giocando principalmente come riserva.

## Vittorie e premi
Nessuno

## Statistiche
| Yard lanciate     | 10.248 |
| Touchdown         | 44     |
| Intercetti subiti | 58     |
| Passer rating     | 67,9   |